# Marko Lomić
Marko Lomić (Čačak, 13. rujna 1983.), je srbijanski umirovljeni nogometaš.
Igrao je na poziciji lijevog bočnog.

## Vanjske poveznice
- Profil na Transfermarktu
- Profil na Soccerwayu